# سانسار (فلم 1987)
سانسار (بالهندية: संसार) (بالإنجليزية: Sansar) هو فيلم درامي هندي باللغة الهندية عام 1987 من إخراج تي راما راو وبطولة ريخا وراج بابار وأنوبام خير. ومن بين أعضاء فريق التمثيل الآخرين أرونا إيراني، وأرشانا جوجليكار، شيخار سومان، بريانكا، شاندراشيكار، شافي إنامدار، أجينكيا ديو، دينيش هينجو وسيما ديو.

## الحبكة
تتكون العائلة من الأب ديندايال (أنوبام خير)، وزوجته جودافاري (سيما ديو)، وابنه الأكبر فيجاي (راج بابار) موظف حكومي مع زوجته أوما (ريخا)، والابن الثاني شيفا (أجينكيا ديو)، ميكانيكي سيارات، والابن الأصغر فيدياساجار (هاريش)، الذي يعني اسمه محيط المعرفة، يكافح من أجل اجتياز المدرسة، وابنتهما راجني (أرتشانا جوجليكار) التي تعمل أيضًا في شركة خاصة.
ترفض راجني مرشحًا محتملًا لزواجها وتعلن أنها تريد الزواج من شاب مسيحي بيتر (شيكار سومان) يعمل في مكتبها، على الرغم من عدم وجوده أمام عائلة العريس، وتقبل شيفا لابنتهما باسانتي (بريانكا). تتمكن راجني من تحقيق هدفها على الرغم من توسلات عائلتها، كما يوافق والداها أيضًا على مضض بعد لقاء عائلة الصبي الذي تبين أنه ينتمي إلى عائلة متعلمة ومثقفة.
وافقت باسانتي على مساعدة فيدياساجار في دراسته، لكن هذا كان له تأثير سلبي على حياتها الزوجية بسبب الوقت المخصص لفيديا. وهذا يدفعها إلى المغادرة فجأة إلى منزل والدها دون إخبار عائلة زوجها، مما يجعل الأمور أسوأ. تعيدها شيفا، لكن الأمور لا تتحسن حقًا بينهما.
تصبح أوما حاملاً وتذهب إلى منزل والدتها وتعود بعد بضعة أشهر مع الطفل.
في غيابها، تتجادل راجني مع بيتر ووالد زوجها (شافي إينامدار) حول قضايا تافهة، وفي أحد الأيام تترك وظيفتها وتعود إلى المنزل بغضب.
يشكو فيجاي لوالدته بشأن إعطاء نصيبه من المال للعائلة، مدعيًا أن عائلته الآن سوف تتوسع وقد لا يكون قادرًا على المساهمة أكثر. والده يرفض الأمر ببساطة، مدعيا أن شيفا يساهم بنفس المبلغ على الرغم من أنه يكسب أقل من فيجاي. يتصاعد الخلاف ليشمل راجني وباسانتي أيضًا. ينتهي الأمر بطلب دينايال من فيجاي مغادرة منزله، حيث يعلن فيجاي أنه أعطى 18000 روبية لحفل زفاف راجني، ويريدها مرة أخرى وسيغادر المنزل بكل سرور. يطلب ديندايال المنكسر القلب من زوجته أن ترسم خطًا فاصلًا بين المنزل، ويمنع عائلته من التواصل مع فيجاي. ولا يجرؤ باقي أفراد العائلة على تحدي قرار الأب. ولإعطاء الأمور مزيدًا من الأهمية، قرر ديندايال التقاعد طوعًا لجمع أمواله مبكرًا، وبدأ العمل في ورديتين في أحد المتاجر وكحارس أمن لسداد المبلغ الذي طلبه فيجاي. تعود أوما لتجد الخط الذي يقسم المنزل. تتعاون مع خادمة المنزل جانجوباي (أرونا إيراني) وحماتها لجمع العائلة معًا.

## الممثلون
- ريخا في دور أوما شارما
- راج بابار في دور فيجاي كومار شارما
- أنوبام خير في دور ديندايال شارما
- أرونا إيراني في دور جانجو باي
- سيما ديو في دور جودافاري
- أرشانا جوجليكار في دور راجني
- بريانكا في دور باسانتي
- شاندراشيكار في دور جاغموهان داس
- شافي إنامدار في دور ألبرت فرنانديز
- شيخار سومان في دور بيتر فرنانديز
- أجينكيا ديو في دور شيفا شارما
- دينيش هينجو في دور البانديت
- هاريش في دور فيدياساجار

## إنتاج
كان من المقرر في الأصل أن يمثل دور ديليب كومار وجايا برادا، حيث لعبا دور ديندايال وأوما على التوالي. ومع ذلك، تم استبدالهم بأنوبام خير وريخا.

## الموسيقى التصويرية
تم تأليف الأغاني بواسطة أناند باكشي ولحنها لاكسميكانت-بياريلال .
| أغنية                                | مغني                                                     |
| ------------------------------------ | -------------------------------------------------------- |
| "يه سانسار هاي"                      | إس بي بالاسوبراهمانيام                                   |
| "ساري عمر الرئيسي"                   | إس بي بالاسوبراهمانيام                                   |
| "آج باهوت خوش هون، آج باهوت خوش هون" | إس بي بالاسوبراهمانيام، كافيتا كريشنامورثي، سوريش وادكار |
| "رادا راني"                          | أنورادها بودوال                                          |
| "سوجا سوجا"                          | أنورادها بودوال                                          |

## روابط خارجية
- مقالات تستعمل روابط فنية بلا صلة مع ويكي بيانات